# Tracy Ashton
Tracy Ashton (geb. vor 1972) ist eine US-amerikanische Film- und TV-Schauspielerin.

## Leben
Tracy Ashton ist Mutter eines Sohnes. Sie erwarb einen Abschluss an der Southern Illinois University im Tanz. In all ihren Rollen erscheint sie als behindertes Mädchen oder als behinderte Frau, weil ihr linkes Bein oberhalb des Knies amputiert worden ist.

## Filmografie
- 1972: The Delphi Bureau (Fernsehserie; 11 Folgen als Mädchen)
- 2003: Unzertrennlich (Stuck on You)
- 2006: Inland Empire
- 2005–2009: My Name Is Earl (Fernsehserie; 10 Folgen als Didi)
- 2013: Raising Hope (Fernsehserie; eine Folge als Gina)[3]
- 2014: Book Group